# Njinga
Ne doit pas être confondu avec Njinga du Ndongo et du Matamba.
Le Njinga est une lutte traditionnelle angolaise qui a probablement contribué à agrémenter les techniques de la Capoeira brésilienne.